# كارول أندرسون
كارول أندرسون (بالإنجليزية: Carol Anderson)‏ هي أكاديمية أمريكية، ولدت في 17 يونيو 1959.